# Miradouro da Vista dos Barcos

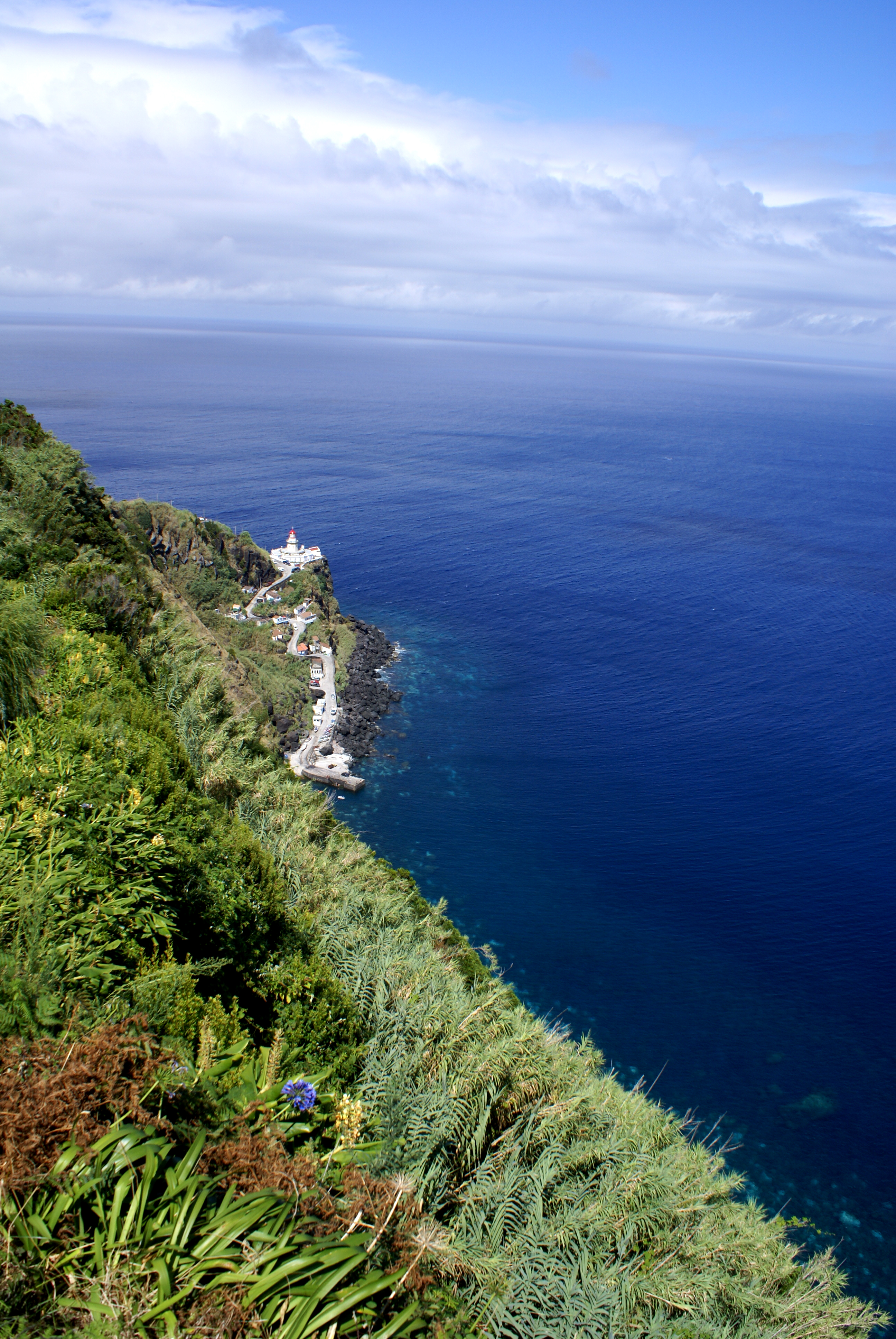
Miradouro da vista dos Barcos, Farol da Ponta do Arnel.

O Miradouro da Vista dos Barcos é um miradouro português localizado próximo à aldeia da Lomba do Moio, concelho do Nordeste, ilha de São Miguel, arquipélago dos Açores.
Este miradouro oferece à vista uma paisagem que se estende até à costa da ilha permitindo ver uma paisagem de grande amplitude tendo sempre o mar como fundo e o Farol da Ponta do Arnel a distância.
Este miradouro é também o primeiro local da costa de onde é possível ver as embarcações  que se aproximam da costa vindas do Oriente.
Situa-se nas coordenadas UTM – 26S 6637.4187 e a uma altitude de 430 metros